# Liglet
 Liglet  es una población y comuna francesa, en la Región de Nueva Aquitania, departamento de Vienne, en el distrito de Montmorillon y cantón de Montmorillon.

## Demografía
| 618 | 562 | 468 | 424 | 359 | 348 |
| Para los censos de 1962 a 1999 la población legal corresponde a la población sin duplicidades (Fuente: INSEE [Consultar]) |     |     |     |     |     |